# Recinto Mundet
El Recinto Mundet es un espacio situado en los alrededores de la sierra de Collserola donde se encuentran el campus universitario de la Universidad de Barcelona y diversos servicios educativos y sociales de la Diputación de Barcelona. El Recinto Mundet es un espacio situado en el barrio de Montbau, al distrito barcelonés de Horta-Guinardó, de 14,21 hectáreas, que 6 son de bosque y 60.868 m² construidos, el resto se utiliza para viales, caminos, carreteras y aparcamientos. Cerca del recinto se encuentran el Velódromo de Horta y el Parque del Laberinto de Horta.

## Historia
Desde los primeros testigos medievales hasta hoy las situaciones y los usos que ha vivido el espacio ocupado por el Recinto Mundet han sido muy diversos. En los orígenes medievales de la comarca, el terreno era predominado por las diversas dependencias parroquiales y municipales, con protagonismo de las masías y de las casas señoriales que delimitan el Recinto o que se  han acabado integrante, como por ejemplo can Duran (donde se construyó el Palacio de las Hiedras), can Tarrida, la torre de los Frailes (donde actualmente se encuentra la Fundación Albá), la finca Pallós... 
Durante la Guerra Civil Española (1936-1939) el Palacio de las Hiedras sirvió de residencia del presidente Companys, que había marchado temporalmente de su piso de la Rambla de Cataluña, afectado por un bombardeo. También se construyó un refugio antiaéreo en forma de galería que discurre bajo el jardín posterior del palacio. El túnel tiene unos 53 metros de longitud y fue construido siguiendo la inclinación natural del terreno, con una anchura de entre 0,90 y 1,10 metros y de unos casi 2,20 metros de altura. Después de la Guerra el actual edificio de Levante fue el campo de concentración de Horta, que junto con el de Montjuic y el del Pueblo Nuevo, constituían los tres campos de prisioneros que hubo en Barcelona en la posguerra.

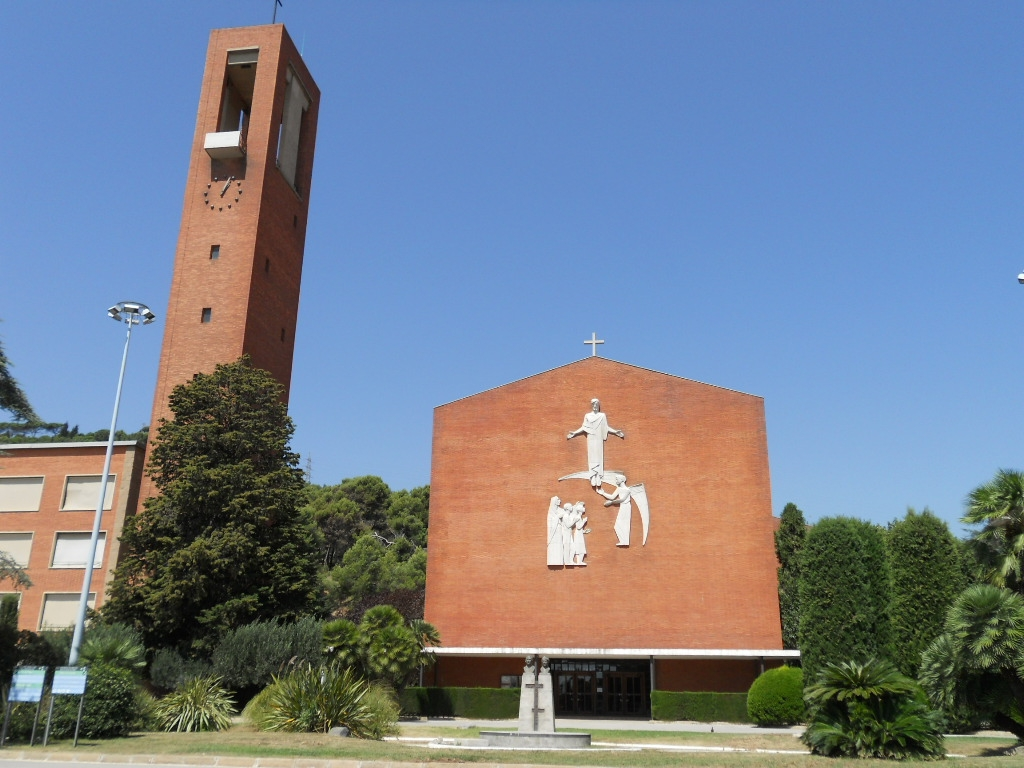
Iglesia del Recinto Mundet, Bien Cultural de Interés Local

El año 1954, el presidente de la Diputación de Barcelona se lamentaba de la necesidad de remodelación de la Casa de Caridad de la ciudad, que había quedado obsoleta, y reflexionaba sobre las dificultades para la construcción de un nuevo recinto. El empresario ampurdanés Arturo Mundet se hizo eco de esta demanda y, desde México, se puso en contacto con la institución para ofrecer una donación de un millón de dólares, 40 millones de pesetas de la época, para el estudio y construcción de unas nuevas instalaciones en el Valle de Hebrón. Gracias a su patrocinio, la Casa de la Caridad de Barcelona, también conocida como Hogares Anna Gironella de Mundet, se inauguró el 14 de octubre de 1957 por el general Franco, con un conjunto de edificios modernos y muy preparados destinados a la atención de huérfanos, ancianos, necesidades y enfermos, entre los cuales se encontraba la iglesia de los Hogares Mundet. De la atención a los internos se  encargaba personal religioso, concretamente las Hijas de la Caridad, que ya venían haciéndolo desde el 1880 al antiguo emplazamiento de El Raval. Permanecieron hasta el 1994.
El actual Recinto Mundet se encuentra plenamente integrado en la ciudad de Barcelona como una área de servicios a sus ciudadanos. La Diputación de Barcelona ofrece servicios asistenciales y sanitarios a las personas mayores, y también tiene cura de centros escolares de educación infantil, primaria, secundaria y especial. Esta función educativa está transferida en el Ayuntamiento de Barcelona, pero es un servicio que abre el Recinto Mundet al entorno, puesto que ofrece plazas escolares en los barrios próximos. También encontramos el Centro Deportivo Municipal Mundet, una instalación deportiva municipal que gestiona la Federación Catalana de Deportes para Disminuidos Psíquicos (ACELL), a las cuales los usuarios del campus tienen acceso como colectivo específico.
Debido a la gran cantidad de gente que diariamente pasa por el recinto, en 2011 se inauguró de forma oficial el nuevo nomenclador de las cinco vías principales del recinto, puesto que hasta entonces la orientación de los peatones se tenía que hacer mediante el nombre de los edificios. Las cinco vías se denominan avenida de Arturo Mundet, plaza de Anna Gironella, plaza de Manuel Baldrich, calle de Olympe de Gouges y calle de Hipatia de Alejandría.

## Ecosistema
Durante los años de guerra civil (1936-1939) y la posguerra, la carencia de alimentos y de combustible hizo que muchos barceloneses fueran a Collserola a buscar leña, una buena parte de la cual consistía en troncos de brezo y de madroño. Después de la guerra, entre los años 1941 y 1944 se plantaron 80,6 hectáreas de pinos, cipreses, cedros y otras coníferas. Con la construcción de los Hogares Anna Gironella de Mundet, entre los años 1954 y 1957, se plantaron la mayoría de árboles del actual recinto.
Actualmente no existe flora silvestre, porque son especies que todavía pueden ser típicas de la Sierra de Collserola, reciben las atenciones del servicio de jardinería de la Diputación de Barcelona. Además, en el campus encontramos tanto muestras de la vegetación propia de la zona, como árboles exóticos de tierras lejanas que se llevaron al recinto durante la construcción del jardín romántico del Palau de les Heures, de finales del siglo XIX, y durante la repoblación de la arboleda en el momento de construcción de les Hogares Mundet. La fauna del recinto está constituida por una mayoría de especies propias de la zona, juntamente con otros que han estado introducidas, como es el caso de la Myiopsitta monachus.

## Campus Mundet

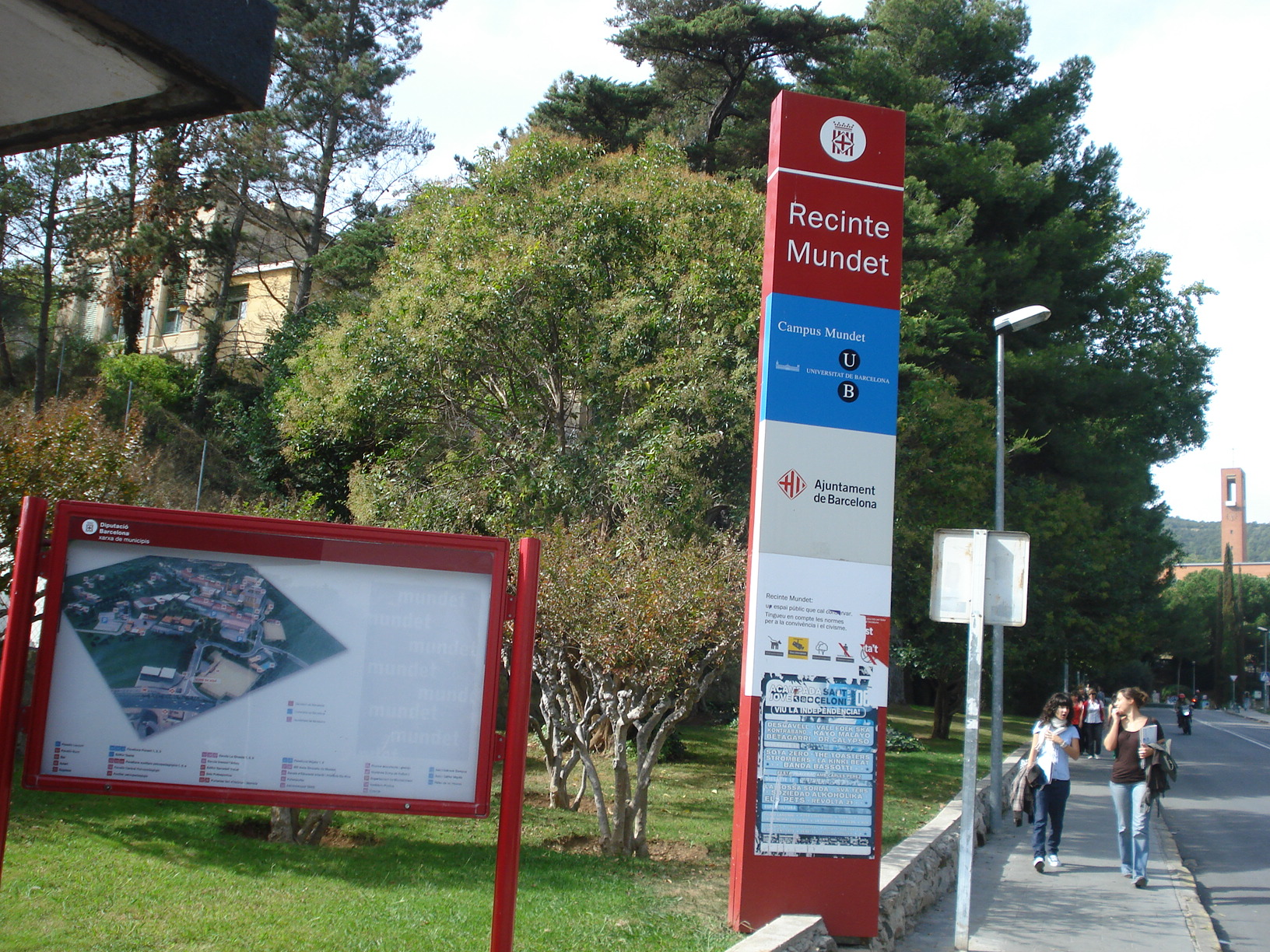
Entrada del Campus de Mundet

El Campus Mundet es desde 1995 un campus que acoge las facultades de Psicología, de Educación y de Formación del Profesorado de la Universidad de Barcelona, y también el Instituto de Ciencias de la Educación y la Escuela Superior de Hostelería y Turismo CETT-UB. Se encuentra en el barrio de Montbau, al distrito barcelonés de Horta-Guinardó, en una zona donde antiguamente se  encontraban los Hogares Mundet. Está situado dentro del recinto Mundet, y  ocupa 14,21 hectáreas, 6 de las cuales son de bosque, y 60.868 m² construidos.
El Campus de Mundet se encuentra en el Paseo del Valle de Hebrón número 171. Se puede acceder en coche per la Ronda de Dalt, que pasa por debajo del Paseo del Valle de Hebrón, o en autobús y metro. La estación de Mundet es una estación de metro de la Línea 3 a la entrada del recinto que precisamente tiene el nombre del campus. Además, existe un autobús gratuito que circula por dentro del recinto.

### Edificios
Adentro del Campus encontramos los siguientes edificios, con sus respectivos usos:
- Edificio de Poniente: Facultad de Psicología y Departamentos de la Facultad de Psicología, laboratorios, estabulario (edificio anejo) y aulas de informática.
- Edificio de Mediodía I: Facultad de Pedagogía, Facultad de Formación del Profesorado, Instituto de Ciencias de la Educación y laboratorios.
- Edificio de Mediodía II: Aulario de Pedagogía.
- Edificio de Levante: Biblioteca del Campus (áreas de la Educación y Psicología), bar y restaurante.
- Edificio del Teatro: Aula Magna y centro de Reprografía.
- Edificio de Calderas: Gimnasio.
- Palau de las Hiedras: Formación Continuada - Las Hiedras (Fundación Bosch Gimpera, UB)

### Facultades
- Facultad de Psicología
- Facultad de Educación[7]

### Centros adscritos
- Escuela Superior de Hostelería y Turismo CETT-UB